# واتانابه ۴۱۵۵
سیارک ۴۱۵۵ (به انگلیسی: 4155 Watanabe، نامگذاری:1987UB1) چهار هزار و صد و پنجاه و پنجمین سیارک کشف شده‌است که در ۲۵ اکتبر ۱۹۸۷ کشف شد.
قدر مطلق سیارک برابر ۱۲٫۷۰ است.